# 제이 폴슨
제이 폴슨(Jay Paulson, 1978년 5월 29일 ~ )은 미국의 배우이다.
뉴욕에서 태어났다.

## 출연 작품
- 생존: 러스트 크릭 (2018년) - 로웰 역
- 럭키 바스타드 (2012년) - 데이브 지 역
- 블랙 록 (2012년) - 데렉 역
- 아이덴티티 (2011년)
- 마크 피즈 익스피리언스 (2009년)
- 가공의 영웅 (2004년)
- 롤링 캔사스 (2003년)
- 스트레인저 인 마이 하우스 (1999년)
- 헌티드 아파트 (1999, The Apartment Complex)
- 고 (1999년) - 루프 역
- 퍼머넌트 미드나잇 (1998년)
- 더 이상 참을 수 없어 (1998년)
- 아카데미 보이즈 (1997년)

### 텔레비전
- 시빌 (1995-96)
- 스튜디오 60 (2006)
- 옥토버 로드 (2007-08)
- 매드맨 (2012)
- 캐치-22 (2019)